# Tory
Tory ou tóri é um antigo partido de tendência conservadora do Reino Unido, que reunia a aristocracia britânica. No princípio, tinha conotações depreciativas, já que procede da palavra irlandesa thairide ou tóraighe, que significava bandoleiro, homem armado que se dedicava ao roubo e à pilhagem, mas que pode ser traduzido apenas por "que pertence a um bando".
Considera-se que esta agremiação foi fundada por Thomas Osborne, Conde de Danby e Lord Chanceler com Carlos II. Considera-se que introduziu seu uso na política inglesa na raiz da crise que suscitou a lei de exclusão de 1678-1681. Os whigs eram aqueles que apoiavam a exclusão de Jaime II, convertido ao catolicismo, dos tronos da Escócia, Inglaterra e Irlanda, enquanto os tories nascidos dos Abhorrers eram quem o apoiava.
Os ataques de Jaime II à Igreja da Inglaterra levaram alguns tories a apoiar a Revolução Gloriosa de 1688, mas em sua maioria se opuseram à troca dinástica. Estes eram considerados os jacobitas.
Os tories sofreram uma transformação fundamental sob a influência de Robert Peel, que em seu Manifesto de Tamworth de 1834 delineou uma nova filosofia conservadora de reforma social conservando os aspectos que considerou mais positivos. Deste momento em diante as administrações de Peel foram consideradas bem mais conservadoras que tories, mas este antigo termo seguiu sendo usado na política inglesa.

## Visão global
Os primeiros tories surgiram em 1678 na Inglaterra, quando se opuseram ao apoio dos whigs à Lei de Exclusão que partia deserdar o herdeiro presuntivo Jaime, duque de Iorque (que se tornaria Jaime II e VII). Este partido deixou de existir como uma entidade política organizada no início dos anos 1760, embora tenha sido usada como um termo de auto-descrição por alguns escritores políticos.
Algumas décadas mais tarde, um novo partido tory subiria ao poder entre 1783 e 1830, com William Pitt, o Novo seguido por Robert Jenkinson, 2.º Conde de Liverpool.
O conde de Liverpool foi sucedido por seu colega tory, Arthur Wellesley, 1.º Duque de Wellington, cujo mandato inclui a Emancipação Católica, o que ocorreu principalmente devido à eleição de Daniel O'Connell como MP Católica da Irlanda. Quando os whigs posteriormente recuperaram o controle, o Ato de Reforma de 1832 removeu os burgos podres, muitos dos quais eram controlados por tories.
Na seguinte eleição geral, as fileiras conservadoras foram reduzidas para 180 deputados. Sob a liderança de Robert Peel, o Manifesto de Tamworth foi emitido, que começou a transformar os tories no Partido Conservador. No entanto, Peel perdeu muitos dos seus apoiantes, revogando as Corn Laws, fazendo com que o partido se separasse. Uma facção, liderada pelo conde de Derby e Benjamin Disraeli, sobreviveu para se tornar o Partido Conservador moderno, cujos membros são, por vezes, ainda referidos como tories.

## Primeiros-ministrostories
- Henry Addington - 17 de março de 1801 - 10 de maio de 1804
- William Pitt, o Novo - 10 de maio de 1804 - 23 de janeiro de 1806
- Duque de Portland - 31 de março de 1807 - 4 de outubro de 1809
- Spencer Perceval - 4 de outubro de 1809 - 11 de maio de 1812
- Conde de Liverpool - 8 de junho de 1812 - 9 de abril de 1827
- George Canning - 10 de abril de 1827 - 8 de agosto de 1827
- Visconde Goderich - 31 de agosto de 1827 - 21 de janeiro de 1828
- Duque de Wellington - 22 de janeiro de 1828 - 16 de novembro de 1830
- Duque de Wellington - 14 de novembro de 1834 - 10 de dezembro de 1834